# Ebereschen-Bergspanner

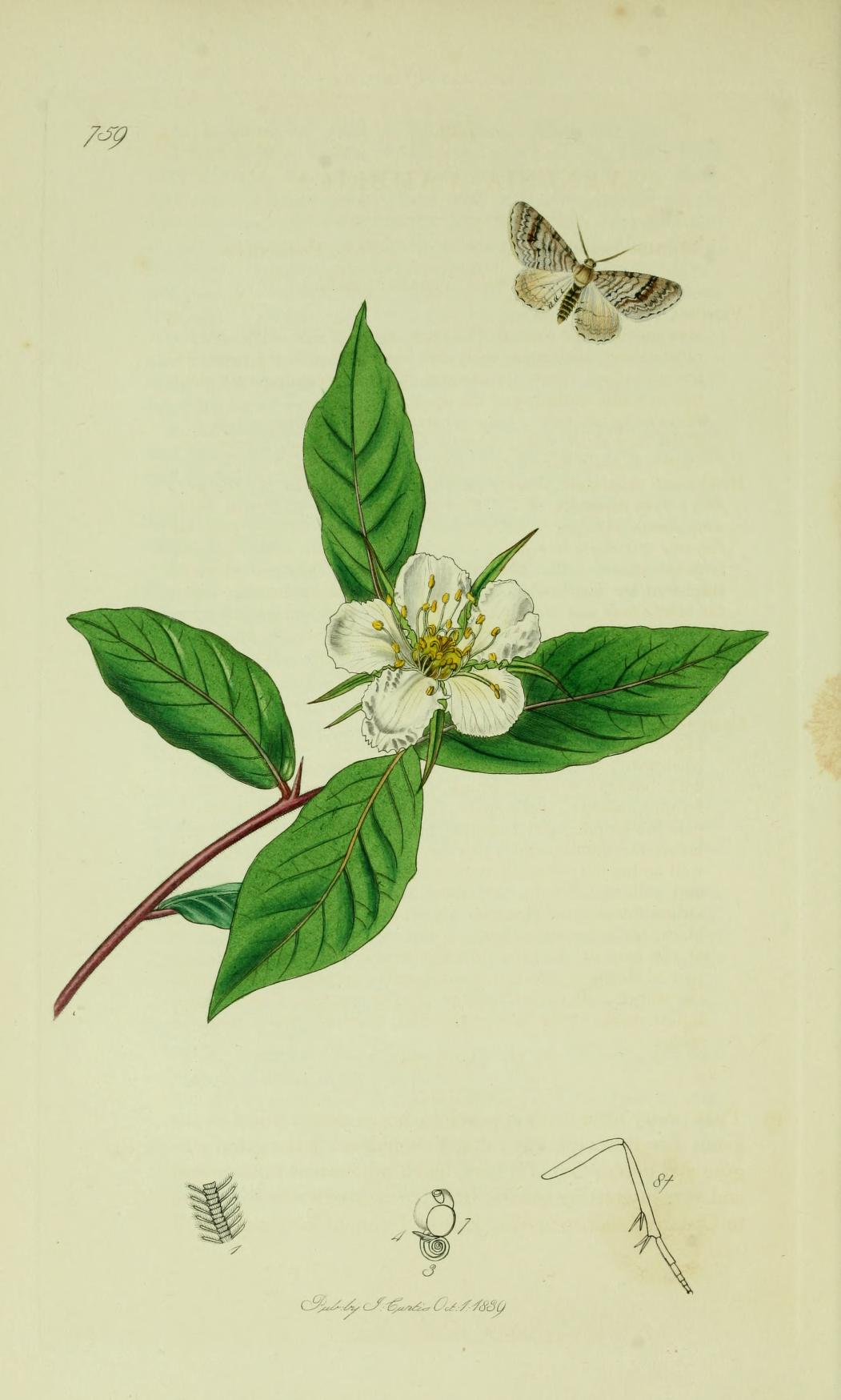
Illustration von John Curtis von 1839

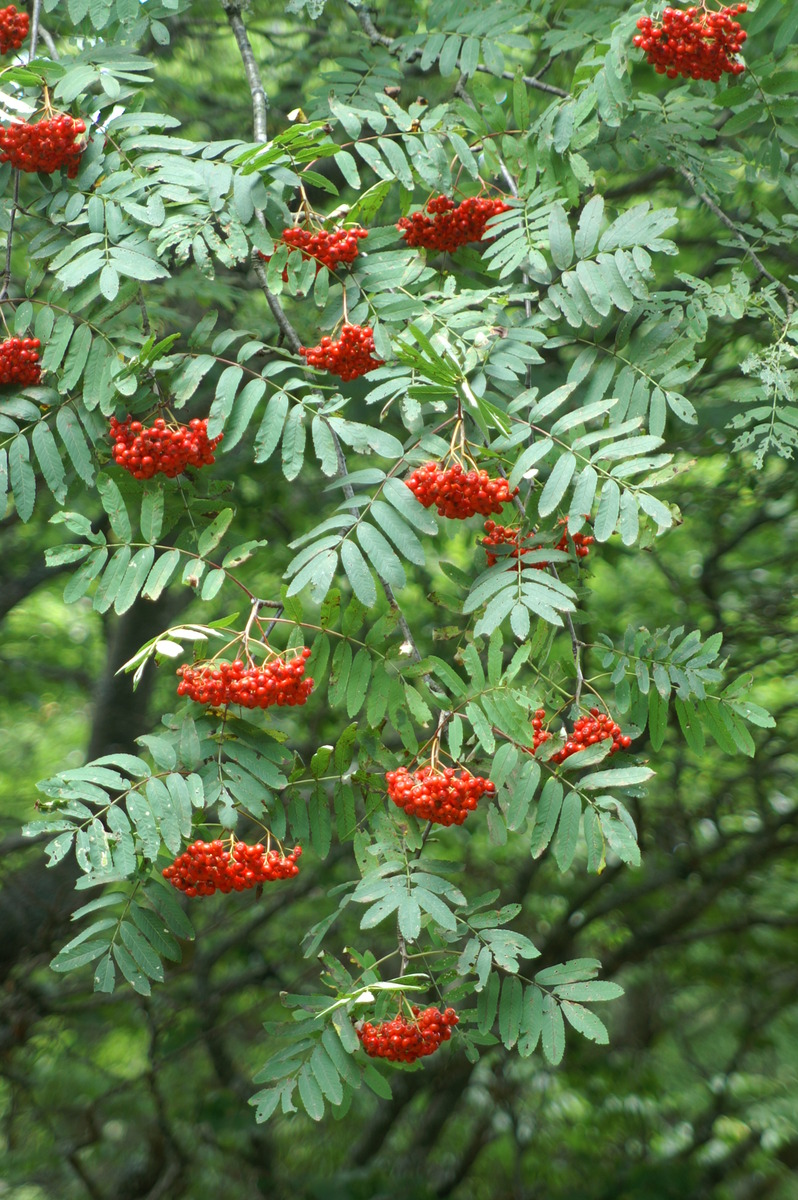
Eberesche, die Hauptnahrungspflanze der Raupen

Der Ebereschen-Bergspanner (Venusia cambrica), zuweilen auch als Ebereschen-Blattspanner bezeichnet, ist ein Schmetterling (Nachtfalter) aus der Familie der Spanner (Geometridae). Der Artname leitet sich von dem lateinischen Wort Cambrio ab, das den britischen Landesteil Wales bezeichnet und bezieht sich auf das Vorkommen der Art in dieser Region. Im englischen Sprachgebrauch wird die Art als Welsh Wave oder Welsh Wave Moth (Walisische Welle (Walisischer Wellenlinienspanner)) bezeichnet.

## Merkmale

### Falter
Die Flügelspannweite der Falter beträgt 24 bis 28 Millimeter. Die Vorderflügeloberseite zeigt bei beiden Geschlechtern eine cremig weiße Farbe. Das Mittelfeld wird durch zwei dunkelbraune Querlinien begrenzt. Die äußere Querlinie ist zuweilen am Vorderrand breit dunkelbraun angelegt. An der Diskoidalquerader heben sich saumwärts zwei kurze schwarze Striche ab. Am Saum sämtlicher Flügel sind dunkelbraune Randhalbmonde zu erkennen Die weißliche Hinterflügeloberseite zeigt im Außenrandbereich undeutliche dunkle Querlinien. Die weißlichen Flügelunterseiten sind bei beiden Geschlechtern bis auf kleine schwarze Mittelpunkte und schwache Querlinien zeichnungsarm.

### Raupe
Ausgewachsene Raupen sind grünlich gefärbt, haben gelbliche Nebenrückenlinien und sind auf dem Rücken und über den Beinen mit großen rotbraunen Flecken versehen.

### Puppe
Die Puppe ist hellgelb bis rötlich braun gefärbt und hat eine gedrungene, nach hinten stark verjüngte Form. Sie zeigt grünliche Fühlerdecken und ist am Kremaster mit kleinen Häkchen versehen.

### Ähnliche Arten
Beim Braungestreiften Erlen-Spanner (Hydrelia sylvata) tendiert die Grundfarbe in der Regel zu weißgrauen bis hell beigefarbenen Tönungen. Eine schmale braune Binde verläuft saumwärts neben der äußeren Querlinie durchgehend vom Vorder- bis zum Hinterrand.

## Verbreitung und Vorkommen
Das Verbreitungsgebiet des Ebereschen-Bergspanners erstreckt sich von den Pyrenäen durch Mitteleuropa einschließlich der Britischen Inseln bis nach Sibirien und weiter östlich bis nach Korea und Japan. In Ostasien ist er durch die Unterart Venusia cambrica aphrodite vertreten. Die Art besiedelt bevorzugt bergige und gebirgige Gegenden meist zwischen 400 und 1600 Metern. Sie lebt im Besonderen an schattigen, felsigen Waldrändern. In Nordeuropa wurde sie außerdem im Flachland gefunden. Der Ebereschen-Bergspanner kommt auch in Nordamerika vor.

## Lebensweise
Die nachtaktiven Falter fliegen in einer Generation in den Monaten Juni bis August. Tagsüber ruhen sie gut getarnt an schattigen Felswänden. Nachts besuchen sie künstliche Lichtquellen. Die Raupen ernähren sich in erster Linie von den Blättern der Eberesche (Sorbus aucuparia). Gelegentlich wird auch Birke (Betula) oder Heidelbeere (Vaccinium myrtillus) als Nahrung angenommen. Während der Fresspausen ruht die Raupe auf der Unterseite eines Blattes der Nahrungspflanze. Die Puppe überwintert.

## Gefährdung
In Deutschland kommt der Ebereschen-Bergspanner nur lückenhaft vor und fehlt in den nördlichen Bundesländern gänzlich. In Bayern und Baden-Württemberg wird er auf der Roten Liste gefährdeter Arten in der Kategorie R („extrem selten“) geführt.